# 第31回サターン賞
第31回サターン賞（だい31かいサターンしょう）は、2004年の優秀なサイエンスフィクション・ファンタジー映画・ホラー映画・アクション映画・アドベンチャー映画に贈られる賞である。2005年2月にノミネートが発表され5月に受賞結果が発表された。
以下は、ノミネートと受賞の全リストである。 太字は受賞者、作品である。

## 映画賞

### SF映画賞
- 『バタフライ・エフェクト』
- 『デイ・アフター・トゥモロー』
- 『エターナル・サンシャイン』
- 『フォーガットン』
- 『アイ,ロボット』
- 『スカイキャプテン　ワールド・オブ・トゥモロー』

### ファンタジー映画賞
- 『記憶の棘』
- 『ハリー・ポッターとアズカバンの囚人』
- 『ヘルボーイ』
- 『LOVERS』
- 『レモニー・スニケットの世にも不幸せな物語』
- 『スパイダーマン2』

### ホラー映画賞
- 『ブレイド3』
- 『ドーン・オブ・ザ・デッド』
- 『THE JUON/呪怨』
- 『オープン・ウォーター』
- 『ソウ』
- 『ショーン・オブ・ザ・デッド』
- 『ヴァン・ヘルシング』

### アクション/アドベンチャー/スリラー映画賞
- 『アビエイター』
- 『ボーン・スプレマシー』
- 『コラテラル』
- 『キル・ビル Vol.2』
- 『クライシス・オブ・アメリカ』
- 『ナショナル・トレジャー』
- 『オペラ座の怪人』

### アニメ映画賞
- 『Mr.インクレディブル』
- 『ポーラー・エクスプレス』
- 『シャーク・テイル』
- 『シュレック2』

### 主演男優賞
- クリスチャン・ベイル - 『マシニスト』
- ジム・キャリー - 『エターナル・サンシャイン』
- トム・クルーズ - 『コラテラル』
- マット・デイモン - 『ボーン・スプレマシー』
- ジョニー・デップ - 『ネバーランド』
- トビー・マグワイア - 『スパイダーマン2』

### 主演女優賞
- ニコール・キッドマン - 『記憶の棘』
- ジュリアン・ムーア - 『オープン・ウォーター』
- ブランチャード・ライアン - 『オープン・ウォーター』
- ユマ・サーマン - 『キル・ビル Vol.2』
- ケイト・ウィンスレット - 『エターナル・サンシャイン』
- ジェイミー・リー・カーティス - 『フォーチュン・クッキー』
- チャン・ツィイー - 『LOVERS』

### 助演男優賞
- デヴィッド・キャラダイン - 『キル・ビル Vol.2』
- アルフレッド・モリナ - 『スパイダーマン2』
- ゲイリー・オールドマン - 『ハリー・ポッターとアズカバンの囚人』
- ジョヴァンニ・リビシ - 『スカイキャプテン ワールド・オブ・トゥモロー』
- リーヴ・シュレイバー - 『クライシス・オブ・アメリカ』
- ジョン・タートゥーロ - 『シークレット・ウインドウ』

### 助演女優賞
- キム・ベイシンガー - 『セルラー』
- イルマ・P・ホール - 『レディ・キラーズ』
- ダリル・ハンナ - 『キル・ビル Vol.2』
- アンジェリーナ・ジョリー - 『スカイキャプテン　ワールド・オブ・トゥモロー』
- ダイアン・クルーガー - 『ナショナル・トレジャー』
- メリル・ストリープ - 『クライシス・オブ・アメリカ』

### 若手俳優賞（子役賞）
- パーラ・ヘイニー＝ジャーディン - 『キル・ビル Vol.2』
- フレディ・ハイモア - 『ネバーランド』
- ジョナサン・ジャクソン - 『Stephen King’s Riding the Bullet』
- ダニエル・ラドクリフ - 『ハリー・ポッターとアズカバンの囚人』
- エミー・ロッサム - 『オペラ座の怪人』

### 監督賞
- アルフォンソ・キュアロン - 『ハリー・ポッターとアズカバンの囚人』
- ミシェル・ゴンドリー - 『エターナル・サンシャイン』
- マイケル・マン - 『「コラテラル』
- サム・ライミ - 『スパイダーマン2』
- クエンティン・タランティーノ - 『キル・ビル Vol.2』
- チャン・イーモウ - 『LOVERS』

### 脚本賞
- スチュアート・ビーティー - コラテラル
- ブラッド・バード - Mr.インクレディブル
- チャーリー・カウフマン、ミシェル・ゴンドリー、ピエール・ビスマス - エターナル・サンシャイン
- スティーヴ・クローヴス - ハリー・ポッターとアズカバンの囚人
- アルヴィン・サージェント - スパイダーマン2
- ローレンス・ベンダー - キル・ビル Vol.2

### 音楽賞
- スパイダーマン2
- Mr.インクレディブル
- スカイキャプテン　ワールド・オブ・トゥモロー
- ポーラー・エクスプレス
- ヴァン・ヘルシング
- ハリー・ポッターとアズカバンの囚人

### 衣装デザイン賞
- オペラ座の怪人
- スカイキャプテン　ワールド・オブ・トゥモロー
- ヘルボーイ
- ヴァン・ヘルシング
- ハリー・ポッターとアズカバンの囚人
- LOVERS

### メイクアップ賞
- 『ドーン・オブ・ザ・デッドドーン・オブ・ザ・デッド』
- 『ハリー・ポッターとアズカバンの囚人』
- 『ヘルボーイ』
- 『レモニー・スニケットの世にも不幸せな物語』
- 『バイオハザードII アポカリプス 』
- 『ヴァン・ヘルシング』

### 特殊効果賞
- 『リディック』
- 『デイ・アフター・トゥモロー』
- 『ハリー・ポッターとアズカバンの囚人』
- 『アイ,ロボット』
- 『スパイダーマン2』
- 『ヴァン・ヘルシング』